# نبردهای سمینول
نبردهای سمینول (انگلیسی: Seminole Wars) همچنین شناخته شده با عنوان دیگر؛ نبردهای فلوریدا، عنوان جنگ‌ها و منازعاتی است که در منطقه فلوریدا و میان گروهی از بومیان آمریکایی تحت عنوان سمینول و ارتش ایالات متحده به وقوع پیوست